# 奥利韦拉 (巴西)
奧利韋拉是巴西米纳斯吉拉斯州的一个市镇。总面积896.494平方公里，2008年总人口39,063人，人口密度43.6人/平方公里。它位于贝洛奥里藏特西南165公里。
巴西科学家Carlos Chagas出生于奥利维拉。